# Klaus Heller (Autor)

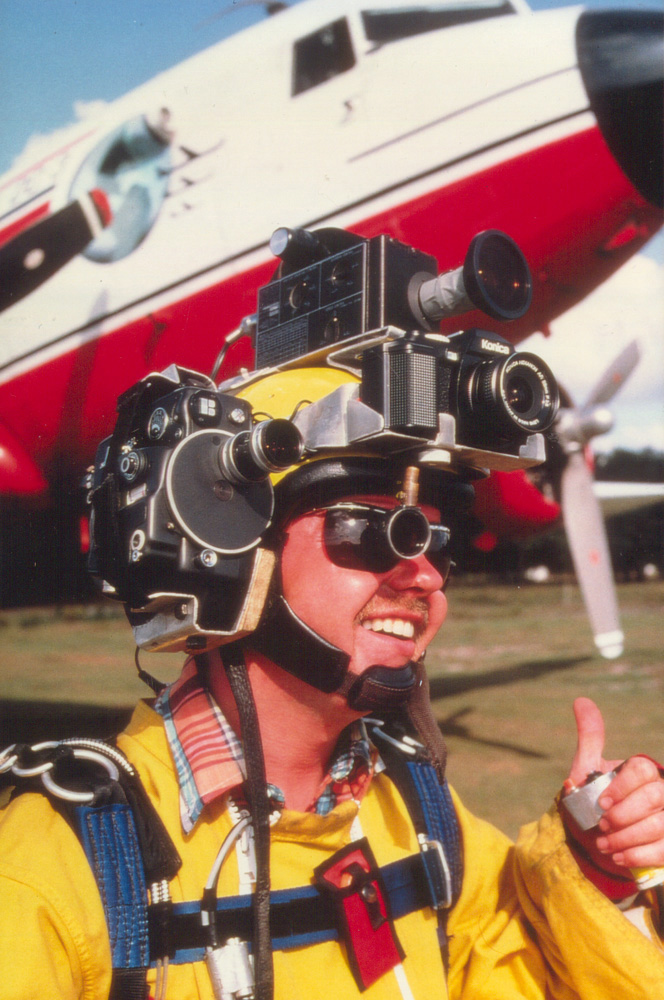
Klaus Heller bei Filmaufnahmen in Florida (1982)

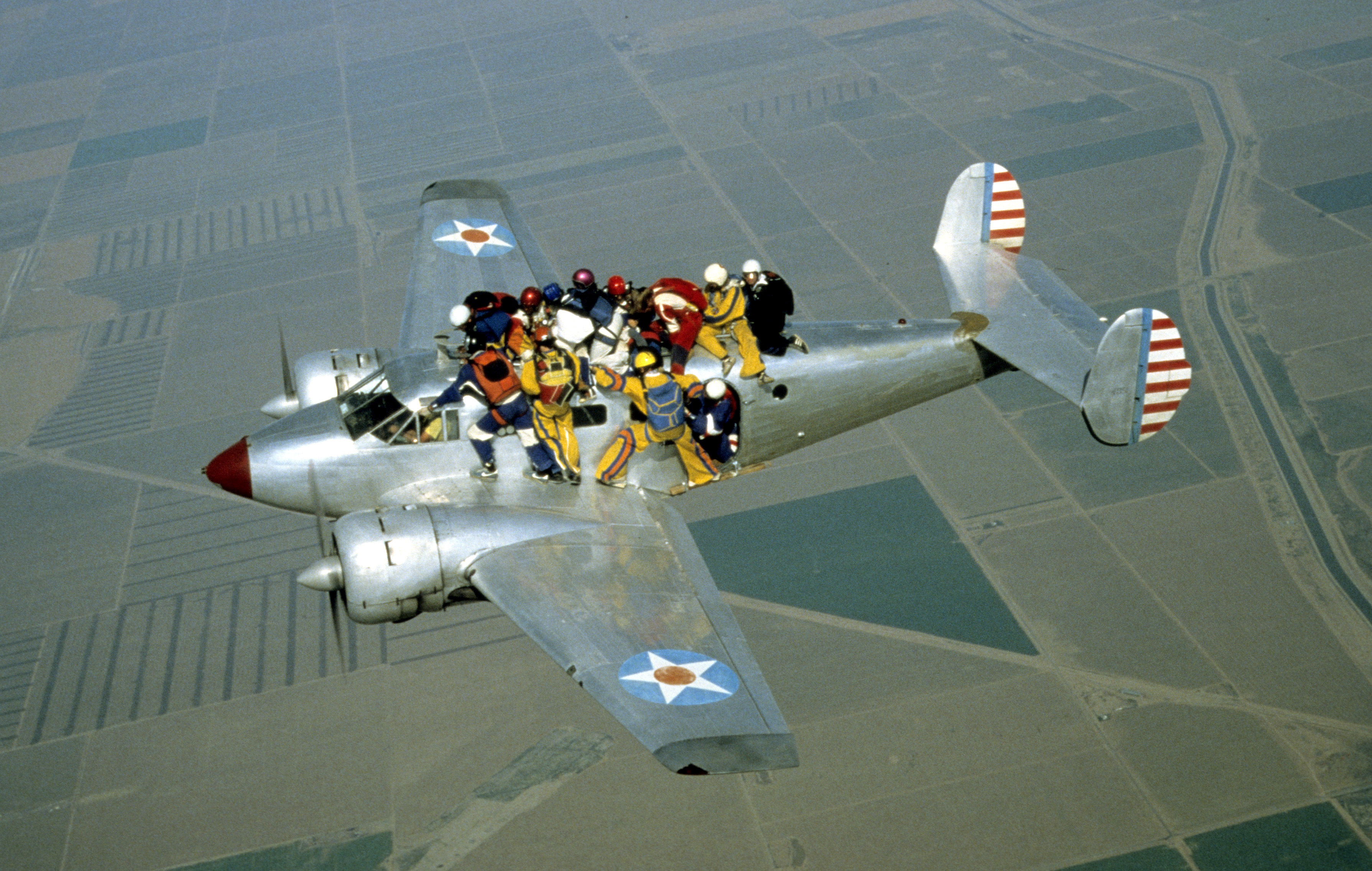
12-Mann-Hang-Load, organisiert und fotografiert von Klaus Heller 1980 über Taft/Kalifornien

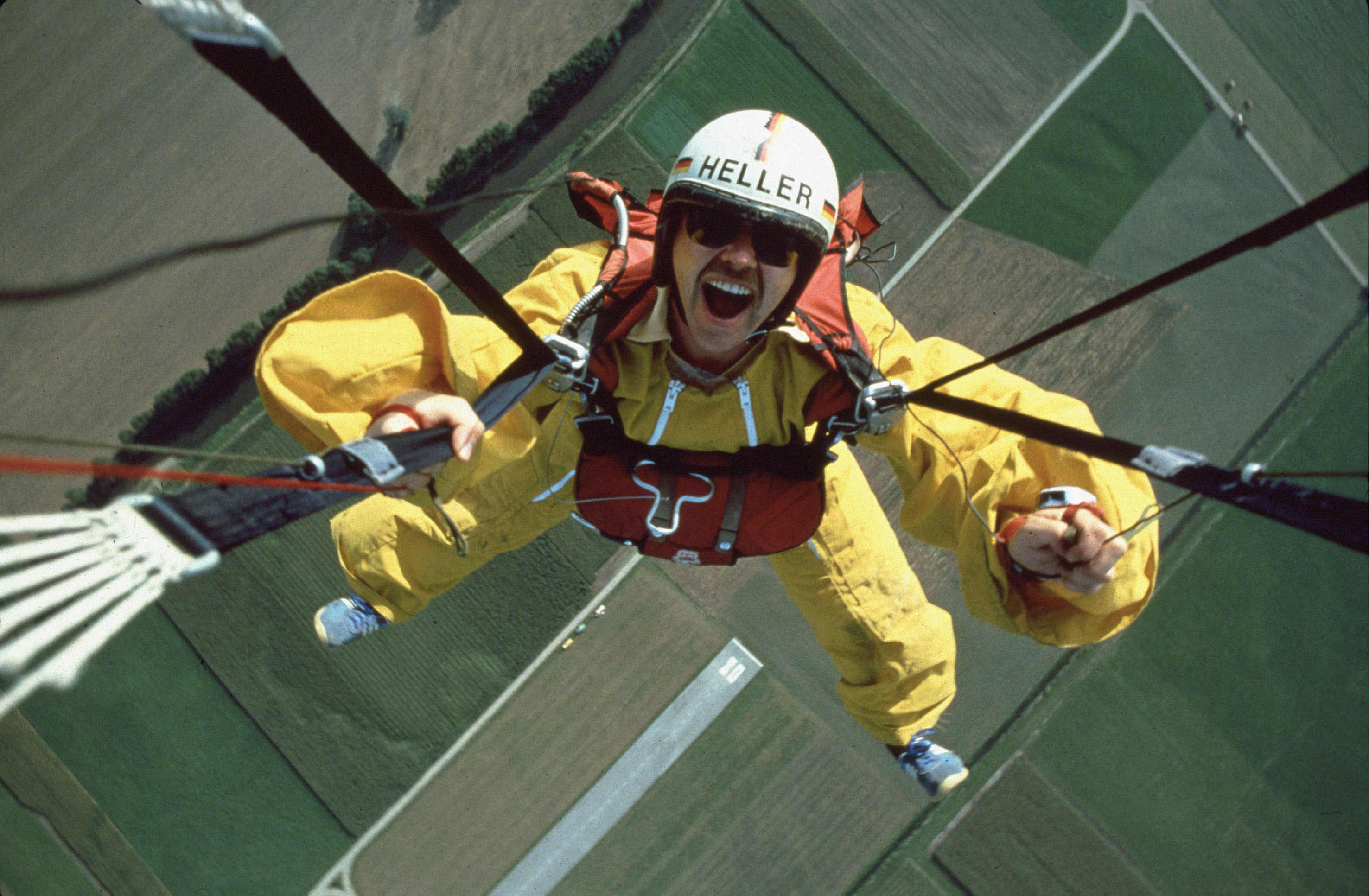
Selbstporträt von Klaus Heller aus der Perspektive der Fallschirmkappe

Klaus Heller (* 4. Juli 1952 in Pfaffenhofen an der Ilm) ist ein deutscher Autor, Fallschirmspringer, Freifallkameramann, Base-Jumper und Verleger. Er absolvierte 1982 den ersten als solchen deklarierten Base-Jump Deutschlands. Heller verfasste ein von 1979 bis 2008 in sieben Auflagen erschienenes Lehrbuch für die Ausbildung von Fallschirmspringern.

## Leben
Klaus Heller besuchte bis 1970 das Staatliche Luitpold-Gymnasium München und ist gelernter Krankenpfleger, Fallschirmsprunglehrer und Hubschrauberpilot. Er absolvierte seinen ersten Fallschirmsprung 1972 im kalifornischen Lake Elsinore, einem bekannten nordamerikanischen Fallschirmsport-Zentrum.
Heller war Schüler des amerikanischen Freifallkameramanns Carl Boenish und gehörte in den 1970er und 1980er Jahren zu einer kleinen, weltweit aktiven Gruppe von Fallschirmspringern, die mit am Helm montierten schweren 16-mm- und 35-mm-Filmkameras im freien Fall filmen konnten. 1976 gründete er die bis 2014 aktive Firma FSW Fallschirmwerbung Heller GmbH (1993 umfirmiert in Air Action GmbH), mit der er als Freifallkameramann für Werbeaufnahmen tätig war (unter anderem für die Restaurantkette Wienerwald, für Nippon-Schokoriegel, Scout-Schulranzen und Langnese-Eis), als Second Unit Fernseh- und Kinoproduktionen zuarbeitete (unter anderem SOKO 5113 und Auf Los geht’s los), Eigenproduktionen realisierte und Videoaufnahmen anderer Freifallfilmer vertrieb. Die Firma etablierte sich für einige Jahre als weltweit größter Spezialanbieter von Filmmaterial über das Fallschirmspringen. Fotografische Aufnahmen von Heller wurden in den 1980er Jahren häufig in Luftfahrt-Magazinen und Publikumszeitschriften veröffentlicht.
1980 organisierte, filmte und fotografierte Klaus Heller eine sogenannte „Hang Load“ über Taft, Kalifornien (USA), bei der zwölf Fallschirmspringer vor dem Absprung auf das Dach einer Twin Beech (Beechcraft Model 18) kletterten. Am 5. Oktober 1982 absolvierte Heller von der Kochertalbrücke den ersten Base-Sprung in Deutschland. 1984 filmte er Rainer Nowaks ersten Base-Sprung vom Münchner Olympiaturm.
In den 1990er Jahren entwickelte und vertrieb Heller den Kamerahelm Heller Helmet, den Hilfssucher Heller Sight und die Kamera-Helmbefestigung Heller Mount, sowie ab 2004 die leichte Mini-Videokamera ActionCam. Exemplare des Heller Helmets und des Heller Sight-Suchers sind in der Außenstelle des Deutschen Museums Flugwerft Schleißheim in Oberschleißheim ausgestellt.
1990 gründete Klaus Heller den Heller Verlag, in dem er unter anderem DVDs über Skydiving und Hubschrauberfliegen sowie Reiseführer und Ratgeber verlegt.
Heller ist seit 1990 verheiratet, hat drei Kinder und lebt mit seiner Frau Gabi Heller in einem Vorort von München.

## Ausgewählte Werke
Bücher
- Klaus Heller: Fallschirmspringen für Anfänger und Fortgeschrittene, Verlag Nymphenburger, München, 7. Auflage 2008, ISBN 978-3-485-01133-4
- Klaus Heller: Faszination Gleitschirmfliegen. Ein Lehrbuch für Theorie und Praxis, Heyne, München, 4. Auflage 1994, ISBN 978-3-453-07702-7
- Klaus Heller, Gabi Heller: Panama Highlights, Heller Verlag, 2. Auflage 2017, ISBN 978-3-929403-36-7
- Klaus Heller, Gabi Heller: Costa Rica Highlights, Heller Verlag, 2. Auflage 2018, ISBN 978-3-929403-46-6
- Klaus Heller: Cyberkriege und andere Katastrophen besser überleben, Heller Verlag, 2019, ISBN 978-3-929403-47-3

Filme
- Klaus Heller: Helicopter Basics. Grundlagen des Hubschrauberfliegens, Heller Verlag, 2. Auflage 2008, ISBN 978-3-929403-18-3
- Klaus Heller, Oliver Furrer, Achmed Sharma, Edgar Kraus, Thomas Atzberger, Mike Kleist: Skydiving Adventures, Heller Verlag, 2006, ISBN 978-3-929403-25-1